# Domingo Ortiz de Rozas y Rodillo
Domingo Ortiz de Rozas (1721-1785) fue un noble español, integrante de la Guardia Real.

## Biografía
Nació el 9 de agosto de 1721 en Sevilla, hijo de Bartolomé Ortiz de Rozas y María Antonia Rodillo de Brizuela. En 1730 ingresó como cadete en la guardia de corps.
En 1742, Rozas fue destinado a Buenos Aires por Felipe V, llegando a esa ciudad en compañía de su tío Domingo Ortiz de Rozas, futuro Gobernador del Río de la Plata.
Ortiz de Rozas y Rodillo se casó en primeras nupcias con Catalina de La Cuadra Fernández Ponce de León, con quien tuvo a su único hijo, León Ortiz de Rozas. Tras enviudar se casó nuevamente, en Buenos Aires, el 11 de mayo de 1745, con Gregoria Antonia de Gogenola de la Cuadra.
Fundador del linaje Ortiz de Rozas en el Río de la Plata, su nieto Juan Manuel de Rosas fue una figura transcendental de la historia argentina.